# Agrilus mimosae
Agrilus mimosae är en skalbaggsart som beskrevs av Fisher 1928. Agrilus mimosae ingår i släktet Agrilus och familjen praktbaggar. Inga underarter finns listade i Catalogue of Life.